# Campeonato Asiático de Judo de 1984
El V Campeonato Asiático de Judo se celebró en Ciudad de Kuwait (Kuwait) en 1984 bajo la organización de la Unión Asiática de Judo.
En total se disputaron ocho pruebas diferentes, todas ellas en la categoría masculina.

## Resultados

### Masculino
| Evento            | Oro                     | Plata                | Bronce                                |
| ----------------- | ----------------------- | -------------------- | ------------------------------------- |
| –60 kg            | Kenichi Haraguchi Japón | Zan China            | Park Corea del Sur Ko Corea del Norte |
| –65 kg            | Yosuke Yamamoto Japón   | Li Corea del Sur     | Pakasa Irán Chen China                |
| –71 kg            | Tsugihiro Nakau Japón   | Liu China Taipéi     | Li China An Corea del Sur             |
| –78 kg            | Hiromitsu Takano Japón  | Li Corea del Sur     | Liu China Sapti Kuwait                |
| –86 kg            | Seiki Nose Japón        | Park Corea del Norte | Pese Irán Park Corea del Sur          |
| –95 kg            | Masato Mihara Japón     | Park Corea del Sur   | Xian China Ei China Taipéi            |
| +95 kg            | Hisao Ito Japón         | Zu China             | Idres Kuwait Hwang Corea del Norte    |
| Categoría abierta | Yoshimi Masaki Japón    | Zu China             | Kanbabaei Irán Hwang Corea del Norte  |

## Medallero
| Núm. | País            | Oro | Plata | Bronce | Total |
| ---- | --------------- | --- | ----- | ------ | ----- |
| 1    | Japón           | 8   | 0     | 0      | 8     |
| 2    | China           | 0   | 3     | 4      | 7     |
| 3    | Corea del Sur   | 0   | 3     | 3      | 6     |
| 4    | Corea del Norte | 0   | 1     | 3      | 4     |
| 5    | China Taipéi    | 0   | 1     | 1      | 2     |
| 6    | Irán            | 0   | 0     | 3      | 3     |
| 7    | Kuwait          | 0   | 0     | 2      | 2     |
|      | TOTAL           | 8   | 8     | 16     | 32    |